# Боезегам
Боезегам (фр. Boëseghem) насеље је и општина у североисточној Француској у региону Север-Па д Кале, у департману Север која припада префектури Денкерк.
По подацима из 2011. године у општини је живело 699 становника, а густина насељености је износила 98,73 становника/km². Општина се простире на површини од 7,08 km². Налази се на средњој надморској висини од 36 метара (максималној 68 m, а минималној 17 m).

## Демографија
| 1962. | 1968. | 1975. | 1982. | 1990. | 1999. | 2011. |
| ----- | ----- | ----- | ----- | ----- | ----- | ----- |
| 629   | 666   | 684   | 721   | 751   | 755   | 699   |